# Nemzeti Szövetség

A Nemzeti Szövetség (olaszul: Alleanza Nazionale, rövidítése: AN) egykori, olaszországi jobboldali párt (1995–2009). A mozgalom 1994 januárjában alakult meg, akkor még a neofasiszta Olasz Szociális Mozgalom – Nemzeti Jobboldal részeként. A mozgalomhoz  liberális, konzervatív és kereszténydemokrata szellemiségű emberek csatlakoztak, például Domenico Fisichella, Luigi Ramponi, Giuseppe Basini, Publio Fiori és Gustavo Selva.
Az 1995. január 27-én tartott kongresszuson – az úgynevezett Fiuggi fordulat folyamán – a mozgalom kiválik az Olasz Szociális Mozgalomból, és párttá alakul. A párt magát jobbközépnek vallja.
A párt továbbviszi az MSI-DN nemzeti konzervatív szemléletét, emellett – főleg Gianfranco Fini ideje alatt – a liberális konzervatív irányzat felé is nyitottá válik.

## Története

### Előzmények
- 1972: Giorgio Almirenti az MSI főtitkára egyesítette pártját a Demokratikus Monarchista Egység Pártot és létrejött az MSI-DN (Olasz Szociális Mozgalom - Nemzeti Jobboldal) pártszövetség.
- 1976: Megszületik és 1977-től párttá válik a Nemzeti Demokrácia Pártja, amely ideológiailag elhatárolódik a neofasizmustól, 1979-ben feloszlik, de ideológiája miatt a Nemzeti Szövetség előfutárának tekinthető.
- 1992. szeptember 19.: a jobboldali szellemiségű politológus Domenico Fisichella az Il Tempo napilapban felveti egy új jobboldali párt alapításának ötletét: «ha a "progresszívak" egy Demokratikus Szövetségért dolgoznának, akkor az ellen oldalról mindazoknak, akiket örömmel tölt el a haladás szellemisége, el kell kezdeniük dolgozni egy Nemzeti Szövetségért, ahol lehetnek liberálisok, köztársaságiak és katolikusok.»[1]
- 1993. december 11.: Az Olasz Szociális Mozgalom - Nemzeti Szövetség (MSI-AN) lesz a neve a pártnak és így indulnak az 1994-es választásokon.[2][3][4]
- 1994. március 28.: A választásokon győz a Silvio Berlusconi vezette választási koalíció, melynek tagja az MSI-AN. A párt 13,4%-ot ér el és a kormány része lesz, Giuseppe Tatarella miniszterelnök-helyettes mellett 4 miniszteri tárcát kap a párt.
- 1994. december: az Olasz Szociális Mozgalom utolsó kongresszusát tartják, ahol Gianfranco Fini bejelenti az új párt alapítását és hogy nem fogják az új pártban tolerálni az antiszemitizmust.[5][7]

### 1995: A Fiuggi fordulat, a Nemzeti Szövetség születése
Az Olasz Szociális Mozgalom utolsó kongresszusa után, 1995. január 27.: Fiuggiban Gianfranco Fini megtartották az új párt első kongresszusát, ahol hivatalosan is feloszlott az MSI. Fini úgy kommentálja az eseményt, hogy «ma Olaszországban véget ért a nagyon hosszú II. világháború utáni korszak».
A bejelentés után kilépett a Pino Rauti vezette keményvonalas szárny és megalakította az Olasz Szociális Mozgalom - Nemzetiszínű Láng pártot.
A Nemzeti Szövetség megalakulása után mind az alsóházban, mint a szenátusban a párt frakció neve Nemzeti Szövetség - Olasz Szociális Mozgalom neve Nemzeti Szövetség névre változik 1995. februárban.

### A párt ellenzékben (1995-2001)
Az 1996-os választásokon a harmadik legerősebb párt lesz: 6 millió szavazattal, 15,7%-ot érnek el. A szicíliai regionális választáson a második legerősebb párttá válik.
1996-ban a párt jelöltje Francesco Storace lesz a közszolgálati rádiós és televíziós műsorokat (Rai) felügyelő parlamenti bizottságnak az elnöke.
1997-ben Fini az Italia 1 csatornán futó Moby Dick televíziós műsorban bejelentette, hogy eltávolodott az olasz fasizmustól és mindenfajta totalitárius rendszertől és elítélte az Olasz Szociális Köztársaság időszakát.
2000-ben a regionális választásokon a párt közös listán indult a Silvio Berlusconi vezette Casa della Libertá (Szabadság Háza) nevű jobbközép listán. A listán volt az Északi Liga, a Forza Italia is. A párt megnyeri Lazio tartomány vezetését, aminek elnöke Francesco Storace lesz.

### 2001-2005: A 2. Berlusconi-kormánykoalíció tagjaként
A 2001-es parlamenti választásokon a jobbközép koalíció győzött, így ismét Silvio Berlusconi lett a miniszterelnök. Ezzel együtt a Nemzeti Szövetség 1 miniszterelnök-helyettesi, 4 miniszteri és 14 államtitkári posztot kapott. Gianfranco Fini lett a kormány egyik miniszterelnök-helyettese.
A párt javaslatára 2001 decemberében jóváhagyta a parlament a 2001. évi 459-es törvényt, amely lehetővé tette külföldön olasz állampolgároknak, hogy az olaszországi választásokon szavazzanak.
2002-ben a párt Gianfranco Fini szülővárosában, Bolognában tartotta a második kongresszusát, a városnak 1999 és 2004 között – a város történelmében először – jobboldali polgármestere volt Giorgio Guazzaloca személyében. Fini itt kifejtette, hogy a párt egy erős identitáson alapuló mérsékelt jobboldali párt, de semmiképpen sem fasiszta.
2003-ban Fini Izraelbe látogatott, ahol úgy fogalmazott, hogy a holokauszt a 20. század legszörnyűbb dolga volt. Fini a látogatáson Benito Mussoliniről azt nyilatkozta "az olasz népnek felelősséget kell vállalnia, mikor 1938-ban életbe léptek a faji törvények. Felelősségvállalás nélkül nincsen bűnhődés".
Ez a fordulat sokaknak nem tetszett a pártban, különösen Alessandra Mussolini képviselőnek, aki a Duce unokája. Ekkor úgy dönt, hogy kilép a pártból és számos őt követő képviselő társával megalapítja a Libertá di Azione (Cselekvés Szabadsága) pártot.

## Ideológia

### Álláspontjai
A párt legfőbb álláspontjai voltak:
- A hagyományos értékek támogatás, a Katolikus Egyház álláspontja melletti kiállás, a szociálliberális és szekuláris szellemiség ellenzése.
- Szigorú bevándorláspolitika és a büntetések szigorúbb végrehajtása
- Izrael, Egyesült Államok és az európai integráció támogatása
- Drogfogyasztás elutasítása

### Szárnyai
Mindezek mellett a párt összetétele heterogén volt. Amellett hogy az Olasz Szociális Mozgalom utódpártjaként jelen volt a neofasiszta szellemiségű emberek, azonban idővel erőteljesen mérséklődött a párt szellemisége és inkább jobbközép, konzervatív pártként kezdett funkciónálni. Öt szárnya volt a pártnak, amik liberális konzervatív, jobboldali, liberális, nemzeti konzervatív, kereszténydemokrata és szociális jobboldaliak voltak.

## Társadalmi bázis
A pártnak átlagosan 10-15%-os támogatottsága volt Olaszország egészét tekintve, ám főleg a dél-olasz tartományokban népszerű. Campania, Puglia és Calabria régiókban a kezdeti időkben 15-25% közti eredményeket ért el a párt. Lazioban 2006-os választásokig mindig az országos átlagnál jóval népszerűbb párt volt. A 2000-es regionális választáson a párt jelöltje lett Lazio elnöke. Lazión belül a párt az 5 megyeszékhely közül Viterbónak, Latinának és Frosinonénak adta a polgármestert.

## Választási eredmények

### Parlamenti választások
| Választások | Szavazatok | %     | Képviselőházi mandátumok | Szenátusi mandátumok | Kormányzat  | Listavezető     |
| ----------- | ---------- | ----- | ------------------------ | -------------------- | ----------- | --------------- |
| 1994        | 5.202.698  | 13,47 | 109 / 630                | 48 / 315             | Kormánypárt | Gianfranco Fini |
| 1996        | 5.870.491  | 15.66 | 93 / 630                 | 43 / 315             | Ellenzék    | Gianfranco Fini |
| 2001        | 4.463.205  | 12.02 | 99 / 630                 | 45 / 315             | Kormánypárt | Gianfranco Fini |
| 2006        | 4.707.126  | 12.34 | 71 / 630                 | 41 / 315             | Ellenzék    | Gianfranco Fini |

## Hasonló cikkek
- Olasz Szociális Mozgalom

## Fordítás
- Ez a szócikk részben vagy egészben  az   Alleanza Nazionale című olasz Wikipédia-szócikk ezen változatának fordításán alapul.  Az eredeti cikk szerkesztőit annak laptörténete sorolja fel. Ez a jelzés csupán a megfogalmazás eredetét és a szerzői jogokat jelzi, nem szolgál a cikkben szereplő információk forrásmegjelöléseként.